# هاري أندرسون (رسام)
هاري أندرسون (بالإنجليزية: Harry Anderson)‏ هو فنان ورسام أمريكي، ولد في 11 أغسطس 1906 في شيكاغو في الولايات المتحدة، وتوفي في 19 نوفمبر 1996.